# Porte de Champerret (metropolitana di Parigi)
Porte de Champerret è una stazione della metropolitana di Parigi, sulla linea 3, sita nel XVII arrondissement di Parigi.

## La stazione
Questa stazione porta il nome dell'antica porta del villaggio di Champerret, che a sua volta prese il nime da un tal Monsieur Perret. La porta di cui al nome era situata su di un terreno di proprietà del Perret. La stazione dei bus annessa al metrò è il terminal della linea Bus RATP PC1.
In passato questa stazione costituiva il capolinea ovest della linea 3 della Metropolitana di Parigi.

## Interconnessioni
- Bus RATP - 84, 92, 93, PC1, PC3, 163, 164, 165
- Noctilien - N16, N52